# فيبي مايرز
فيبي مايرز (بالإنجليزية: Phoebe Myers)‏ هي مُدرسة نيوزيلندية، ولدت في 13 يونيو 1866، وتوفيت في 2 يونيو 1947.